# Viviana Durante
Viviana Durante, née le 8 mai 1967 à Rome en Italie, est une danseuse de ballet italienne, considérée comme l'une des grandes ballerines dramatiques de ces derniers temps. Elle était danseuse principale du Royal Ballet, de l'American Ballet Theatre, du Teatro alla Scala et du K-Ballet. Elle est directrice artistique de l'English National Ballet School et de la Viviana Durante Company,.

## Début de carrière
Durante est né à Rome et y a commencé le ballet au Teatro dell'Opera di Roma à l'âge de six ans. Repérée par la ballerine Galina Samsova , elle intègre l'école inférieure de la Royal Ballet School à White Lodge à Richmond Park, Londres . Un an plus tard, elle apparaît dans un documentaire de Thames Television intitulé Je veux vraiment danser . Peu de temps après avoir obtenu son diplôme au lycée, à 17 ans, elle rejoint la Royal Ballet Company. Deux ans plus tard, elle a attiré l'attention nationale lorsqu'elle a repris le rôle d'Odette / Odile à mi-parcours, n'ayant jamais appris le rôle. À 21 ans, elle devient la plus jeune danseuse principale de la compagnie, et un an plus tard, en 1990, elle devient la plus jeune artiste à recevoir le Evening Standard Ballet Award.